# КАМАЗ 6460
КАМАЗ 6460 — російський сідловий тягач з колісною формулою 6х4, що випускається на Камському автомобільному заводі з 2003 року.
Магістральні тягачі з цифровими індексами 6460 (6x4) відрізняються кабінами підвищеної комфортності. За рахунок піднятого даху помітно зріс життєвий простір для екіпажу. Автомобілі комплектуються дизелем КамАЗ 750.30-360 (Євро-2) потужністю 360 к.с.. Значний діапазон тягово-динамічних характеристик забезпечують механічна 16-ступенева коробка передач фірми ZF 16S 151 та приводні мости з конічною головною передачею і планетарними колісними редукторами. Барабанні гальма обладнані антиблокувальною системою. Підвіска — залежна ресорна. Місткість паливних баків — 500-600 л. Максимальна швидкість не менше 100 км/год. Повна маса автопоїзда з тягачем КамАЗ-6460 сягає 46 т. Ця модель призначена для транспортування вантажів по дорогах, що допускають навантаження на вісь 10-13 т.
У 2009 році КАМАЗ представив рестайлінгову модель з модернізованою кабіною.